# Bräcke (đô thị)
Đô thị Bräcke (Bräcke kommun) là một đô thị ở hạt Jämtland ở miền trung Thụy Điển. Thủ phủ là Bräcke.
Đô thị hiện tại đã được lập năm 1974 khi Bräcke cũ được hợp nhất với Kälarne và Revsund. Ba đơn vị đô thị cũ được lập năm 1952. Một trong những cư dân nổi tiếng ở đây là Gunder Hägg, người sinh ra ở làng Albacken bên ngoài thị xã Bräcke.

## Các làng ở đô thị Bräcke
- Albacken
- Bensjö
- Bräcke
- Fanbyn
- Gimdalen
- Gällö
- Hunge
- Kälarne
- Nyhem
- Pilgrimstad
- Rissna
- Stavre
- Sundsjö
- Sörbygden
- Västanede